# Viljoenskroon
Viljoenskroon este un oraș din Africa de Sud.